# SJ X12
De SJ X12 is een tweedelig elektrisch treinstel voor het regionaal personenvervoer van de Zweedse spoorwegonderneming Statens Järnvägar (SJ).

## Geschiedenis
Het treinstel werd in de tachtiger jaren door Kalmar Verkstad op basis van de serie X10 verder ontwikkeld en gebouwd.
SJ laat vier treinstellen van het type X12 tussen augustus 2012 en begin 2013 door Motala Train AB renoveren. Deze treinstellen worden planmatig op de trajecten Arboga - Eskilstuna en Sala - Västerås - Eskilstuna - Norrköping - Linköping ingezet.

## Constructie en techniek
De trein bestaat uit een motorwagen en een stuurstandwagen. De passagiers zitten in een rij van 2 + 2 in 1e klas en in 2e klas. De trein heeft 2 deuren aan beide kanten.

### Nummers
De treinen zijn ingezet in de volgende regio's:
- SJ/TIM (Regionallinjen "UVEN"): 3190-3194, 3220-3222. 3190 en 3222
- Västtrafik (Göteborgsregionen): 3214 en 3215.
- SJ/Västtrafik (Göteborgsregionen): 3195-3197, 3216-3219.